# Beatrix Tóth
Beatrix Tóth (Szabadszállás, 10 maart 1967) is een Hongaars handbalspeelster die brons veroverde op de Olympische Spelen in Atlanta en zilver op de Wereldkampioenschappen in Oostenrijk en Hongarije.